# UFC Münster
Der UFC Münster (offiziell: Universitäts-Futsal-Club Münster e. V.) ist ein deutscher Futsalverein aus Münster. Der Verein gewann zweimal den DFB-Futsal-Cup, die deutsche Meisterschaft im Futsal.

## Geschichte
Im Jahre 2002 reiste eine Fußballmannschaft der Westfälischen Wilhelms-Universität zu einem Hallenturnier nach Portugal. Zur Überraschung der deutschen Spieler wurde dort nach den Futsalregeln gespielt. Nach der Rückkehr wurde der Verein UFC Münster gegründet, wobei der Name die Verbundenheit mit der Universität darstellen soll. Ein Jahr später gewann der Verein zunächst die erstmals ausgespielte WFLV-Futsal-Liga und qualifizierte sich für den DFB-Futsal-Cup. Dort sicherte sich der UFC durch ein 3:1 nach Sechsmeterschießen gegen den SVG Göttingen 07 den Titel. Zwei Jahre später folgte der zweite deutsche Meistertitel nach einem 6:3-Finalsieg über den TSC Stuttgart.
Während die Münsteraner auf Westdeutscher Ebene die dominierende Mannschaft blieben, wurden die Erfolge auf Bundesebene seltener. 2009 wurde der UFC Vierter und drei Jahre später Dritter. Zwischenzeitlich hatte sich der Verein nach der Saison 2009/10 aus der WFLV-Futsal-Liga zurückgezogen um gegen den geringen Stellenwert des Futsals in den Verbänden zu protestieren. Nach nur einem Jahr stieg die Mannschaft wieder auf und wurde auf Anhieb Meister. Erst im Jahre 2013 konnten die Münsteraner wieder das Endspiel um die deutsche Meisterschaft erreichen, dass allerdings mit 3:6 gegen die Hamburg Panthers verloren wurde. Zweimal nahm der UFC Münster am UEFA-Futsal-Pokal teil und schied beide Male bereits in der Qualifikationsrunde aus.
In den folgenden Jahren ging es für die Münsteraner hinab in den Tabellenkeller. 2019 sicherte sich der UFC den Klassenerhalt erst am letzten Spieltag durch einen 3:0-Sieg beim Wuppertaler SV. Dabei profitierten die Münsteraner von der gleichzeitigen 4:6-Niederlage des direkten Konkurrenten PCF Mülheim bei Holzpfosten Schwerte.
In der Saison 2024/25 gewann man die Meisterschaft in der Regionalliga West.
Die Frauenmannschaft wurde im Jahre 2016 Meister der erstmals ausgespielten WFLV-Futsal-Liga. Bis heute (Saison 2024/25) gewann man alle weiteren Regionalliga-Meisterschaften. Heimspielstätte ist die Universitäts-Sporthalle in Münster.

## Erfolge
- DFB-Futsal-Cup-Sieger: 2006, 2008
- Meister der WFLV-Futsal-Liga der Männer: 2006, 2008, 2009, 2010, 2012, 2013, 2014, 2015
- Meister der Futsalliga West der Frauen: 2016, 2017, 2018, 2019, 2022